# Dominikus Hagenauer

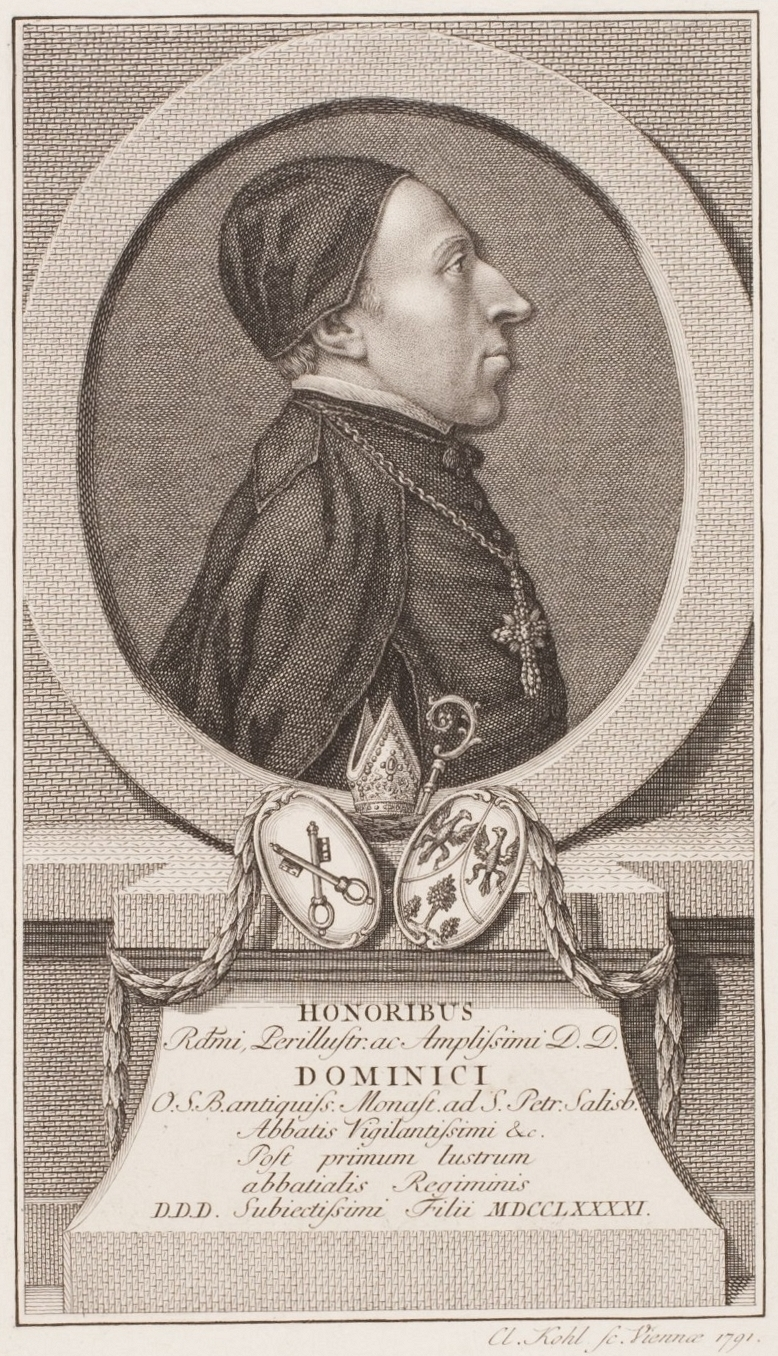
Abt Dominikus Hagenauer OSB (Clemens Kohl, 1791)

Dominikus Hagenauer OSB (Taufname: Kajetan Rupert) (* 23. Oktober 1746 in Salzburg; † 4. Juni 1811 ebenda) war Abt des Stiftes St. Peter.

## Jugend, Freundschaft mit Mozart
Der Spross der Hagenauer-Dynastie, der einer der bedeutendsten Äbte von St. Peter war, wuchs als der fünfte Sohn des vermögenden und adeligen Salzburger Kaufmanns Johann Lorenz Hagenauer in Salzburg auf. Seine Mutter war die Halbschwester von Bürgermeister und Dramatiker Ignatz Anton von Weiser. Während seiner Schulzeit war Kajetan Rupert mit dem zehn Jahre jüngeren Wolfgang Amadé Mozart befreundet, der mit seiner Familie eine Wohnung von Hagenauers Eltern mietete. Zahlreiche Briefe von den Mozarts an Kajetan Rupert sind erhalten.
Kajetan Rupert wurde in engem Kontakt zur katholischen Kirche sozialisiert und erzogen; sein Onkel Franz Dominikus Hagenauer war ein Benediktinermönch. Nach Abschluss der Rhetorenklasse des Salzburger Benediktinergymnasiums im Jahr 1763 trat er am 29. Oktober 1764 in das Noviziat des Stiftes St. Peter ein und erhielt den Klosternamen Dominicus a sancta Scholastica. Sein junger Freund Wolfgang Mozart war zunächst über den Klostereintritt betrübt, weil er fürchtete, den Freund dadurch weniger zu sehen. Zu P. Dominikus' Primiz am 10. Oktober 1769 komponierte er die Dominikus-Messe KV 66.

## Klosterämter, Abtswahl
1772–1784 war Hagenauer Küchenmeister und Zweiter Bibliothekar, von 1784 bis 1786 wirkte er als Beichtvater im Benediktinenstift Nonnberg. Am 31. Jänner 1786 wurde Hagenauer vom St. Peterer Konvent zum Nachfolger des Abtes Beda Seeauer gewählt. Manche spekulierten, dass Leopold Mozart dafür intrigiert hätte. P. Dominikus wurde jedenfalls im ersten Wahlgang gewählt und sofort von Erzbischof Colloredo bestätigt, der die Eltern des Gewählten darüber in Kenntnis setzte, bevor er den Mönchen von St. Peter die Annahme des Kandidaten mitteilte. Bei der Abtsweihe am 27. März 1786 erklang erstmals Johann Michael Haydns Missa S. Dominici.

## Mäzen
Der Salzburger Abt hielt bei aller Sorge für das Land, sein Kloster und die Universität dennoch die ehrwürdige musische Tradition seiner Abtei hoch. Mehr für die Musik als für das Theater interessiert, hatte er in Italien und Wien viele Opern besucht. Im Kloster selbst wurde Musik gepflegt, bei festlichen Anlässen gab es Tafelmusik im Refektorium, der Chor Die Sankt-Petrischen Musikanten sorgte für ein reichhaltiges Angebot.
Abt Dominikus galt als Mäzen; er soll eine ganze Sammlung von Arbeiten des Tittmoninger Wachsbossierers Johann Baptist Cetto gehabt haben. Die Münzsammlung des Klosters wurde enorm erweitert, die Mineraliensammlung unter seiner Anleitung begründet. Er ließ die äbtliche Sommerresidenz in Aigen ausbauen und renovierte den Aiglhof im Stil des Salzburger Frühklassizismus; für diese Projekte engagierte er nicht selten Künstler aus seinem Verwandtenkreis, etwa Maria Rosa Barducci-Hagenauer, die mit seinem Cousin Johann Baptist verheiratet war. Der Abt ließ das von Abt Albert III. Keuslin erbaute Ensemble am Petersbrunn abreißen und an seiner Stelle ein Holzmagazin errichten. Im Stift entstand unter seiner Leitung die Mariazellerkapelle.

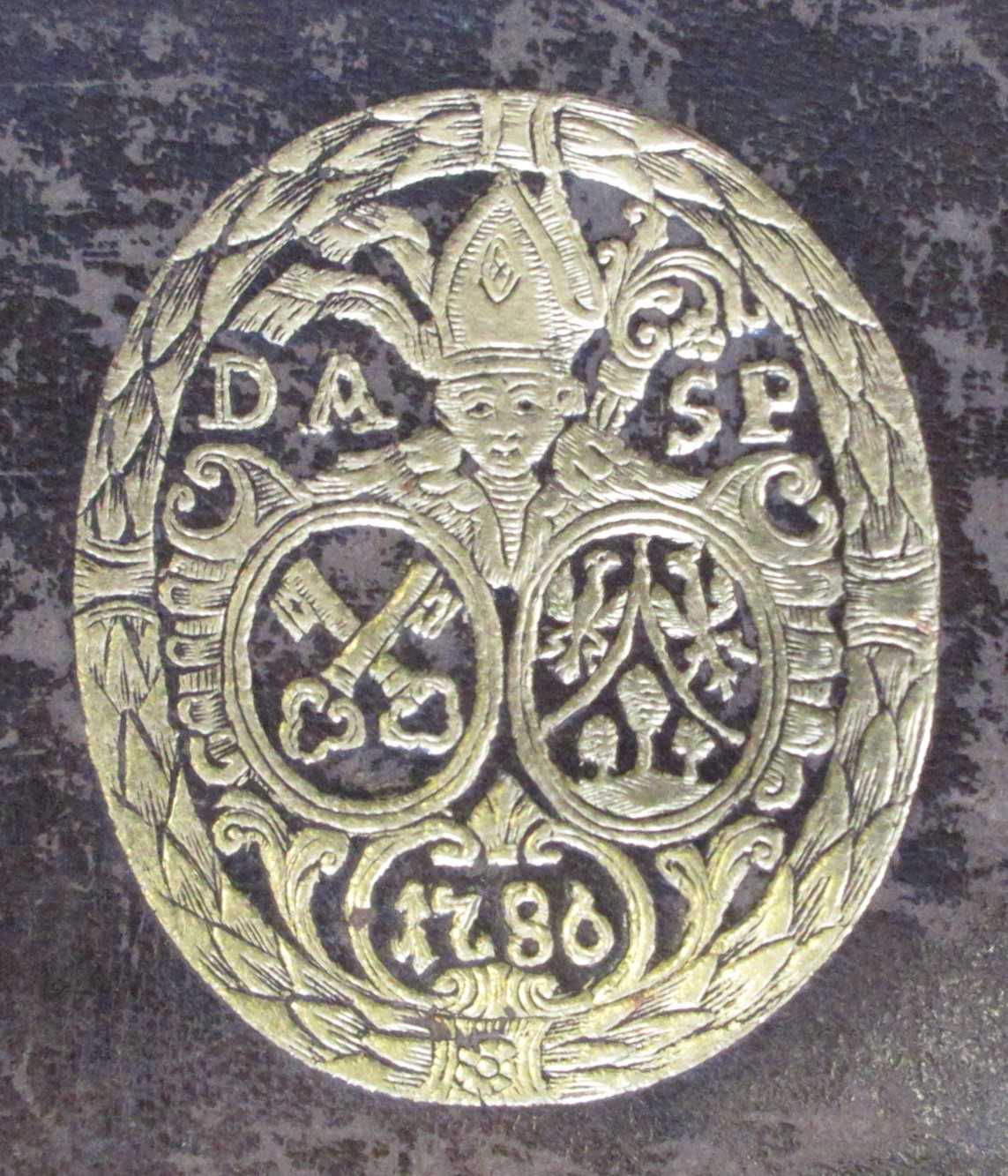
Einband der Tagebücher: D[ominicus] A[bbas] S[ancti] [Petri], Stiftswappen (Schlüssel Petri), Abtswappen Hagenauers, Jahreszahl 1786

## Gelehrsamkeit
Hagenauer ermöglichte es den zukünftigen Professoren aus seinem Konvent, sich an Universitäten in Paris, Wien und Rom auszubilden. Die nächtliche Vigilien legte er auf einen späteren Zeitpunkt, um das Studium der Mönche in St. Peter zu fördern. 1790 ließ er in der Prälatur einen Bibliotheksraum für seine eigene, 935 Bände umfassende  Bibliothek einrichten. Die Klosterbibliothek wurde ebenso erweitert und umgebaut.

## Diplomat
Wegen seines diplomatischen Geschicks wird Dominikus von Hagenauer ein „Geburtshelfer des Landes Salzburg“ genannt. Während der Wirren der napoleonischen Kriege gewährleistete er den Fortbestand seines Klosters, obwohl es eine Zeitlang wegen der Angliederung an das napoleonische Bayern formell beschlagnahmt wurde. Die Kunstschätze des Stiftes ließ der Abt in die dem Stift inkorporierte Propstei Wieting (Kärnten) bringen; im Salzburger Kloster und seinem Stadtbezirk wurden 300 französische Soldaten beherbergt; das Stift musste gewaltige Kontributionen bezahlen. Als der in der barocken Mozartzeit aufgewachsene und in der Endphase der Reichskirche inthronisierte Abt Dominikus im Jahr 1811 starb, durfte wegen Auflagen der neuen Machthaber zunächst keine Abtswahl stattfinden.
Er ist der letzte Abt von St. Peter, der nach seinem Tod in einem offenen Sarg durch Salzburg getragen wurde. In der Äbtegruft unter dem Altarraum der Stiftskirche St. Peter fand er seine letzte Ruhestätte.

## Ehrungen
Der Dominicusweg im Salzburger Stadtteil Gneis ist nach ihm benannt.

## Werke (Auswahl)
- Abt Dominikus Hagenauer (1746–1811) von St. Peter in Salzburg, Tagebücher 1786–1810, drei Bände. Herausgegeben von Adolf Hahnl, Hannelore und Rudolph Angermüller. Eos-Verlag, St. Ottilien 2009.